# Sindrome di Wolcott-Rallison
La sindrome di Wolcott Rallison (WRS), è una rara malattia genetica autosomica recessiva caratterizzata principalmente da diabete con esordio neonatale, displasia epifisaria multipla, osteopenia, ritardo mentale o ritardo nello sviluppo e da insufficienza epatica e renale. 
Pazienti affetti da WRS hanno mutazioni nel gene EIF2AK3, il quale codifica per il fattore di iniziazione translazionale eucariotico pancreatico alfa 2 chinasi 3.